# Sonnenfinsternis vom 30. April 2060
Die totale Sonnenfinsternis vom 30. April 2060 spielt sich größtenteils über West- und Nordafrika, dem Nahen und Mittleren Osten sowie dem Atlantik ab. Der äußerste Osten Brasiliens kann die Finsternis bei Sonnenaufgang erleben. In Europa liegt nur die Insel Zypern in der Totalitätszone.
Die Finsternis ist die im Exeligmos-Zyklus folgende Finsternis zur Sonnenfinsternis vom 29. März 2006, d. h., sie findet etwa 54 Jahre später unter nahezu gleichen Bedingungen statt.
Das Maximum der Finsternis liegt ca. 90 km südwestlich der Libyschen Oase Jalu, die Dauer der Totalität beträgt dort 5 Minuten und 15 Sekunden.

## Verlauf
Die Finsternis beginnt über dem östlichsten Brasilien bei Sonnenaufgang. Recife, ca. 90 km nördlich der Totalitätszone, wird eine sehr tiefe partielle Finsternis mit einer Bedeckung von über 98 % erleben. Nachdem der Mondschatten den Atlantik überquert hat erreicht er gegen 8:50 UT den Afrikanischen Kontinent und überquert diesen in nordöstlicher Richtung. Dabei werden die Länder Elfenbeinküste, Ghana, Togo, Benin, Burkina Faso, Nigeria, Niger, Tschad, Libyen, Ägypten vom Mondschatten erfasst. Um 10:30 UT hat der Mondschatten Afrika verlassen und überquert das Mittelmeer mit der Insel Zypern. Gegen 10:40 UT erreicht der Mondschatten Asien und überquert die Länder Türkei, Syrien, Iran, Armenien, Aserbaidschan, Turkmenistan, Kasachstan, Usbekistan und Kirgisien. Die Länder  Georgien und Russland werden nur ganz knapp vom Mondschatten gestreift.  In der Volksrepublik China endet die Finsternis bei Sonnenuntergang.

## Orte in der Totalitätszone
| Land           | Ort          | Dauer  | Uhrzeit (UT) | Bemerkung                                            |
| -------------- | ------------ | ------ | ------------ | ---------------------------------------------------- |
| Elfenbeinküste | Abidjan      | 3m 54s | 08:53        |                                                      |
| Ghana          | Kumasi       | 3m 10s | 08:57        |                                                      |
| Benin          | Djougou      | 3m 54s | 09:05        |                                                      |
| Nigeria        | Sokoto       | 4m 19s | 09:15        |                                                      |
| Libyen         | Oase Jalu    | 4m 40s | 10:11        |                                                      |
| Ägypten        | Sidi Barrani | 5m 14s | 10:23        |                                                      |
| Zypern         | Nikosia      | 4m 32s | 10:42        |                                                      |
| Türkei         | Mersin       | 4m 20s | 10:46        |                                                      |
| Türkei         | Gaziantep    | 4m 44s | 10:51        |                                                      |
| Armenien       | Jerevan      | 3m 54s | 11:04        |                                                      |
| Aserbaidschan  | Baku         | 4m 2s  | 11:13        |                                                      |
| Kasachstan     | Schymkent    | 3m 29s | 11:34        |                                                      |
| Usbekistan     | Taschkent    | 0m 55s | 11:35        |                                                      |
| China          | Xining       | 2m 14s | 11:48        | Sonne steht tief und geht partiell verfinstert unter |

## Sichtbarkeit im deutschsprachigen Raum
Die Finsternis ist im deutschsprachigen Raum, als kleine partielle Sonnenfinsternis, im ganzen Verlauf sichtbar. Die größte Verfinsterung wird im Südosten, in Bad Radkersburg im österreichischen Bundesland Steiermark, mit 40 % Bedeckung erreicht. Die geringste Verfinsterung wird im Norden, in List auf Sylt, mit fast 14 % Bedeckung erreicht.
| Land        | Ort               | Bedeckung | Bemerkung |
| ----------- | ----------------- | --------- | --------- |
| Schweiz     | Bern              | 27 %      |           |
| Schweiz     | Basel             | 26 %      |           |
| Österreich  | Salzburg          | 33 %      |           |
| Österreich  | Wien              | 37 %      |           |
| Deutschland | München           | 30 %      |           |
| Deutschland | Frankfurt am Main | 23 %      |           |
| Deutschland | Berlin            | 24 %      |           |
| Deutschland | Hamburg           | 18 %      |           |